# HD 196379
HD 196379，又名BD+51 2895，SAO 32709、HR 7876，是一颗恒星，视星等为6.11，位于銀經88.89，銀緯6.83，其B1900.0坐标为赤經20h 31m 55.6s，赤緯+51° 6.83′ 32″。